# 中西晶
中西 晶（なかにし あきら、1992年3月12日 - ）は、日本の俳優。熊本県出身。GMBプロダクション所属。さいたまネクスト・シアター2期生。
身長164cm。特技は三味線、空手道。

## 出演

### 映画
- ハードロマンチッカー（2011年） - 不良 役
- 心霊玉手匣2（2014年） - 坂崎佑磨
- ズタボロ（2015年） - キャーム 役
- TOKYO CITY GIRL EPISODE1「なんの意味もない」（2015年） - 近藤ユウタ
- 火花（2017年） - 熱海の不良

### テレビドラマ
- 孤独のグルメ Season4 第2 話 （2014年7月16日、テレビ東京）  - カップル男 役
- 相棒
  - （2015年） - 窃盗犯
  - （2016年） - 福田丸雄
- 執事 西園寺の名推理2（2019年） - 遊園地係員
- 最後の鑑定人 第1話（2025年7月9日、フジテレビ） - 捜査員 役[4]

### 配信ドラマ
- 仮面ライダーアマゾンズ Season 2（2017年） - 赤松隊隊員

### 舞台
- ハムレット（2012年） - フォーティンブラス 役
- オディプス王（2013年） - コロス 役
- 鴉よ、おれたちは弾丸をこめる（2013年）
- ヴォルフガング・ボルヒェルトの作品からの九章 -詩・評論・小説・戯曲より-（2013年）
- 冬眠する熊に添い寝してごらん（2014年） - イヌ
- 私を離さないで NEVER LET ME GO（2014年）[1]
- 鴉よ、おれたちは弾丸をこめる（2014年）
- リチャード二世（2015年） - 伝令官1 役[5]
- 青い種子は太陽のなかにある（2015年） - イヌ
- リチャード二世（2016年） - 貴族
- 鴉よ、おれたちは弾丸をこめる（2017年）
- 2017・待つ（2017年）
- 薄い桃色のかたまり（2017年） - イノシシ
- アテネのタイモン（2017年） - タイモンの召使
- ナイン・テイルズ〜九尾狐の物語（2018年）

### CM
- 丸亀製麺（2017年）
- 第一三共 ガスター10（2017年）

### MV
- R指定 魅惑のサマーキラーズ（2017年）